# Beyond the Invisible
«Beyond the Invisible» en el primer sencillo publicado por Enigma de los dos que se editarían del álbum Le Roi Est Mort, Vive Le Roi!. Llegaría al n.º 20 en Austria, al n.º 26 en el Reino Unido, al n.º 36 en Suiza, al n.º 40 en Alemania, y al n.º 81 en los Estados Unidos.
El sencillo de 5 pistas fue el único sencillo de Enigma que incluía una canción inédita en el álbum: «Light of Your Smile». También fue el único sencillo de Enigma que no contenía ninguna canción remezclada y publicada como tal.
En «Beyond the Invisible», Sandra volvió a prestar su voz al comienzo del tema. Michael Cretu era el vocalista principal, mientras que el canto en la canción era un sample de una canción folclórica letona titulada «Sajaja Bramani» y cantada por el conjunto musical letón Rasa. Algunas de las canciones de Le Roi Est Mort, Vive Le Roi! incluían tanto cantos gregorianos como cantos tribales, reminiscencia de los dos primeros álbumes de Enigma MCMXC a.D. y The Cross of Changes. El canto gregoriano para este tema fue sampleado de Gregoriani Cantus de Pierre Kaelin, mientras el canto letón lo fue de Lettonie - Musiques des Rites Solaires del Rasa Ensemble Riga.
El vídeo musical para la canción fue dirigido por Julien Temple en el cual figuraban dos patinadores artísticos (la pareja finesa de patinaje artístico Susanna Rahkamo y Petri Kokko) realizando acrobacias sobre hielo en un bosque encantado. El vídeo fue rodado en el Savernake Forest de Marlborough, en el condado de Wiltshire (Reino Unido). La pista de hielo fue construida especialmente para el vídeo y tardó más de una semana en congelarse. Simon Scotland, productor del vídeo, tomó el título Beyond the Invisible como nombre para su compañía Home Cinema and Entertainment.

## Listado
- CD maxi sencillo

1. «Beyond the Invisible» (Radio Edit) — 4:30
2. «Almost Full Moon» — 3:42
3. «Beyond the Invisible» (Álbum Versión) — 5:05
4. «Light of Your Smile» — 5:10
5. «Beyond the Invisible» (Short Radio Edit) — 3:42

- CD sencillo

1. «Beyond the Invisible» (Radio Edit) — 4:30
2. «Almost Full Moon» — 3:42